# Sielanka

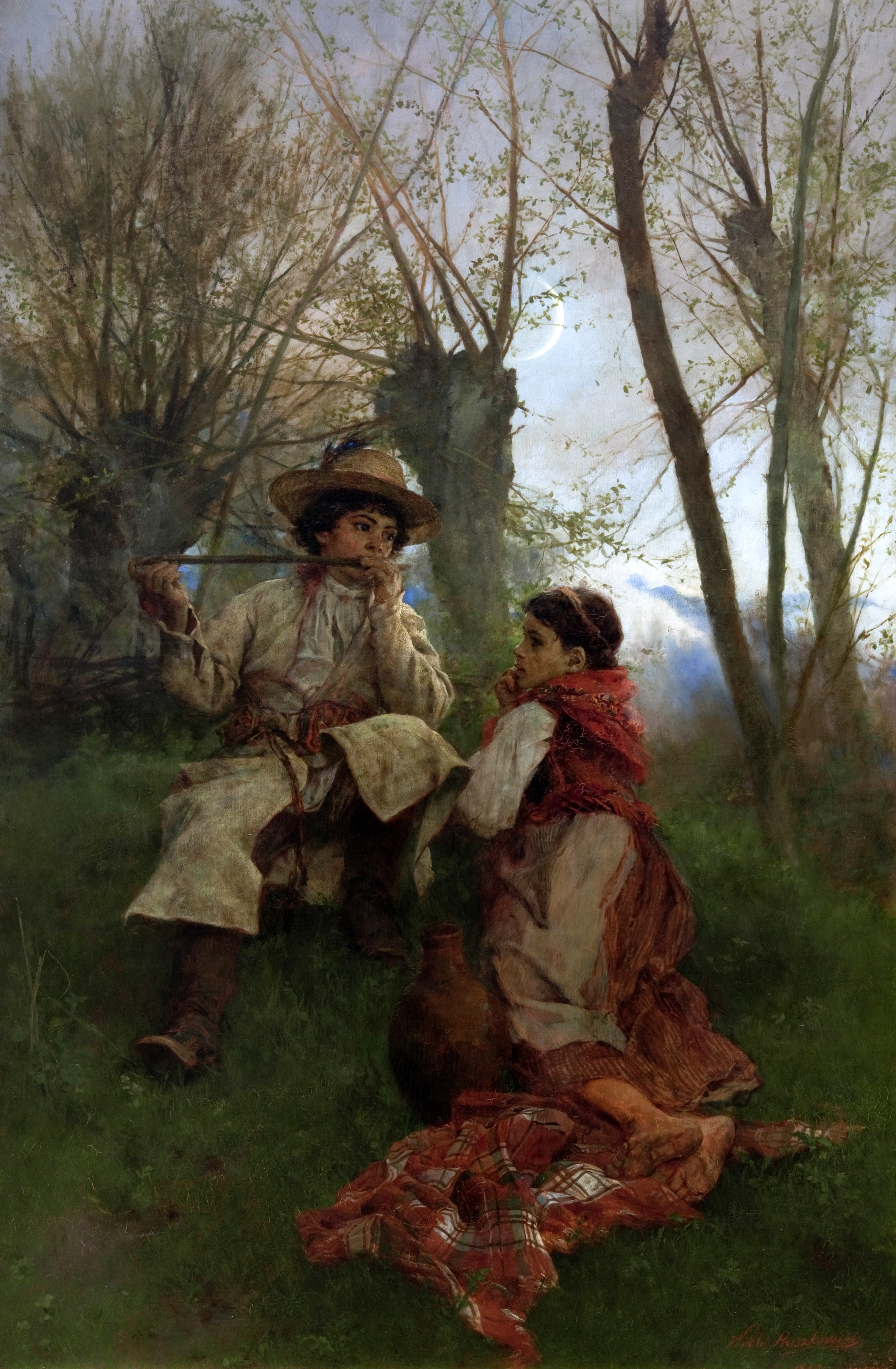
Sielanka w ujęciu malarskim (Sielanka Witolda Pruszkowskiego, 1880)

Sielanka (bukolika, idylla, ekloga, skotopaska, pasterka) – gatunek literacki, utwór poetycki, przedstawiający w sposób wyidealizowany uroki życia wiejskiego. 

## Charakter
Sielanka wysnuta z piosenek pasterskich stała się świadomie kreowanym obrazem utęsknionej, szczęśliwej natury – zdaniem badaczy gatunek ten jest specyficznym wytworem kultury miasta i ujawnia znużenie światem cywilizacji. Idylla odsłania beztroskie, spokojne i pogodne życie, spełnione przez miłość. Sielanka ma najczęściej kształt lirycznego monologu, poprzedzonego lub przeplecionego opisem bądź dialogiem. Gatunek często ukazuje świat mitologiczny. Nierzadko też ujawnia się w utworach sielankowych temat śmierci, zwłaszcza w formie słynnego toposu "Et in Arcadia ego" ("Jestem nawet w Arkadii", to słowa Śmierci).

## Geneza
Gatunek w postaci dojrzałej i mistrzowskiej ukształtował grecki poeta Teokryt (III w. przed Chrystusem), jego utwory ukazywały realistyczne obrazki z życia pasterzy, bądź stanowiły formę zabawy literackiej. W literaturze rzymskiej Wergiliusz potraktował sielankę jako obraz życia pasterzy w idealnej krainie – Arkadii. Tę tradycję ponawia europejski renesans, a zwłaszcza barok (także w obrębie barokowego klasycyzmu XVII w.). W epoce baroku ton idylliczny ujawnia się też w malarstwie (Nicolas Poussin i obraz Et in Arcadia ego, z którego pochodzi topos o tej samej nazwie) i muzyce (opera Claudia Monteverdiego Orfeusz).

## W twórczości rodzimej
W literaturze polskiej uprawiana w renesansie (Jan Kochanowski i zwłaszcza Szymon Szymonowic, który uprawiał sielankę realistyczną – sceneria i same wydarzenia przedstawione były realistycznie, dał temu gatunkowi dojrzałą postać i nadał mu polską nazwę), baroku (Szymon Zimorowic, Józef Bartłomiej Zimorowic, Samuel Twardowski i Adrian Wieszczycki) i oświeceniu (klasycysta Adam Tadeusz Naruszewicz; poeci sentymentalizmu: Franciszek Karpiński i Franciszek Dionizy Kniaźnin). Ton idylliczny ujawnia się w utworach, które nie podejmują modelu gatunkowego sielanki, wielu innych autorów – jak Mikołaj Rej (pisany prozą Żywot człowieka poczciwego), barokowa poezja ziemiańska (i tworzące osobny gatunek poematy tytułowane Votum, np. Zbigniewa Morsztyna), Elżbieta Drużbacka (i Pochwała lasów).
Sielanka wpłynęła też na romantyzm, w tym na poglądy estetyczne (słynna rozprawa O klasyczności i romantyczności) i poezję (poemat Wiesław) Kazimierza Brodzińskiego oraz twórczość Adama Mickiewicza, polemicznie sięgającego do tej tradycji (którego Pan Tadeusz ma w sobie jednak także tonację idylliczną). Ślady tradycji sielankowej – takie, jak ton, klimat utworów – sięgają nawet wieku XX: to Maria Komornicka i jej późny zbiór rękopiśmienny Xięga poezji idyllicznej, Czesław Miłosz i Świat. Poema naiwne, wiersze Józefa Czechowicza oraz wielu innych autorów.
Polskie przykłady tego gatunku poetyckiego to między innymi:
- Jan Kochanowski: Pieśń świętojańska o Sobótce – cykl pieśni nawiązujący do tradycji poezji sielankowej[1],
- Szymon Szymonowic: przełomowy dla dziejów gatunku w Polsce tom Sielanki (1614); tu m.in.: Czary (parafraza Teokryta i Wergiliusza), Kołacze, Żeńcy
- Szymon Zimorowic: Roksolanki, to jest ruskie panny, tom, który łączy tradycję gatunkową pieśni (także ludowej) i sielanki
- Józef Bartłomiej Zimorowic: Sielanki nowe ruskie, które – celowo chropawe stylistycznie i mroczne (obraz okrucieństwa historii, temat śmierci) – naruszają normę gatunku
- Samuel Twardowski: Dafnis drzewem bobkowym, odmiana gatunku – sielanka dramatyczna
- Adam Naruszewicz: Sielanki, np. Folwark
- Franciszek Karpiński: Do Justyny. Tęskność na wiosnę, Laura i Filon (bodaj najsławniejsza sielanka polska)
- Franciszek Dionizy Kniaźnin: Krosienka. W rodzaju pasterskim[2]

W szerszym rozumieniu "idylla" oznacza "idylliczność", czyli łagodną, sielską tonację dzieła artystycznego (często: ukazującego pejzaż) lub sytuacji życiowej. To ostatnie rozumienie pojęcia ujawnia np. Guy de Maupassant w noweli Idylla.
Sielanka to także niczym niezmącone, pogodne, spokojne i beztroskie życie.

## Cottagecore
Współczesnym echem sielanki jest trend w estetyce nazywany "Cottagecore", który mimo niewielkich modyfikacji hołduje tej samej idealistycznej wizji wiejskiego życia.

### Publikacje utworów klasycznych
- Jan Kochanowski: Pieśni. Opr. Ludwika Ślękowa. Wrocław 1970, seria Biblioteka Narodowa i wyd. nast.
- Szymon Szymonowic: Sielanki. Opr. Janusz Pelc. Wrocław 1964, BN i wyd. nast.
- Szymon Zimorowic: Roksolanki. Opr. Radosław Grześkowiak. Warszawa 1999
- Józef Bartłomiej Zimorowic: Sielanki nowe ruskie. Opr. Ludwika Ślękowa. Wrocław 1993, BN
- Samuel Twardowski: Dafnis drzewem bobkowym. Opr. Jan Okoń. Wrocław 1976, BN
- Adam Naruszewicz: Liryki wybrane. Opr. Juliusz W. Gomulicki. Warszawa 1964
- Franciszek Karpiński: Poezje wybrane. Opr. Tomasz Chachulski. Wrocław 1997, BN
- Kazimierz Brodziński: O klasyczności i romantyczności. Opr. Paweł Bukowiec. Kraków 2002
- Idylla polska. Antologia. Opr. Alina Witkowska. Wrocław 1995, BN